# Kaple Panny Marie Sedmibolestné (Snina)
Kaple Panny Marie Sedmibolestné je klasicistní kaple se na starším ze dvou sninských hřbitovů. Postavil ji podnikatel Štefan Rholl v roce 1842. Je jednou z historických národních kulturních památek Slovenské republiky v regionu.

## Historie
Kořeny rodu Rhollů ve Snině sahají do roku 1799, kdy podnikatel Jozef Rholl koupil od synů hraběnky van Dernáth velké panství ve Snině. Tato událost je pro dějiny Sniny přelomová. Jozef Rholl pocházel z rodiny, která se zabývala hornictvím a hutnictvím na Gemeru a Spiši. V roce 1809 postavil železárny a s nimi spojené zděné domy pro dělníky.
Protože Rhollova rodina měla ve Snině kořeny, byla pro nejbližší příbuzné zemřelého vybudována hrobka s kaplí. Pro tento účel nebylo vhodné umístění tehdejšího hřbitova, který byl vybudován na svahu vytvořeném říčkou Pčolinkou, protože občasné povodně hřbitov ohrožovaly. Nejvhodnějším řešením bylo obětovat svůj majetek, vinici, z níž hrabě stejně neměl žádný přímý majetkový prospěch.
Štefan Rholl nechal již v roce 1832 postavit ve Snině mezi dvěma mosty přes Cirochu kapli svatého Jana Nepomuckého. Tato kaple však dnes již neexistuje, byla zbořena v roce 1935, kdy byl přes řeku Cirochu postaven jeden betonový most místo dvou dřevěných.
Pod kaplí se nacházela rodinná hrobka rodiny Rhollů. Ta byla za druhé světové války vypleněna, ale uvnitř se na stěně dochovala deska s náhrobním nápisem v maďarštině: „Zde odpočívá Katarína, manželka váženého a statečného národovce Jozefa Rholla, rozená Uszfalvaiová. Zemřela 24. dne svatého Michala roku 1803 v 55. roce svého života. S pocitem vděčnosti a s hlubokou úctou ji v roce 1842 nechal vystavit její syn Štěpán.“
Ke kapli vedla v minulosti stromová alej.

## Fotogalerie

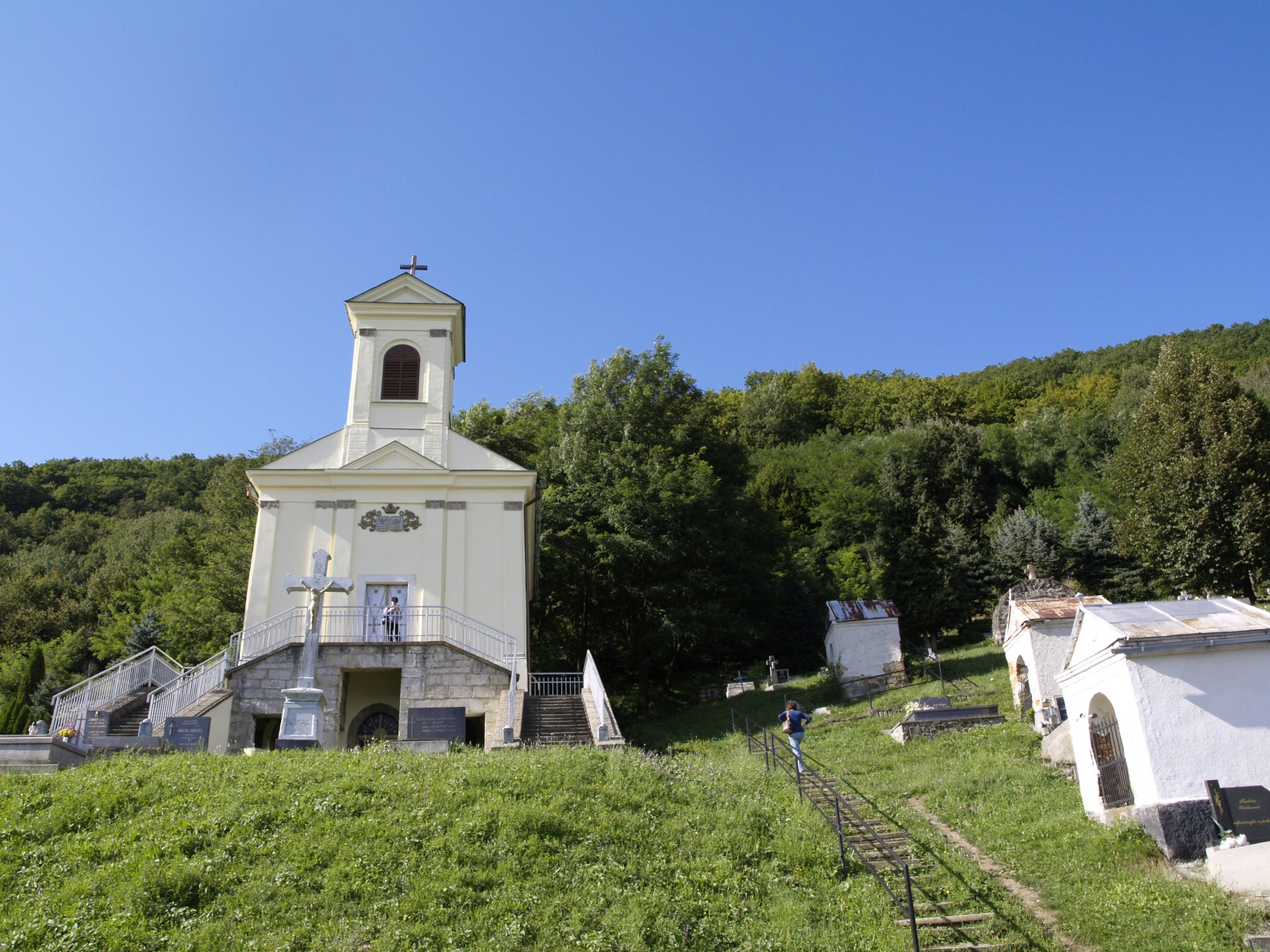
Kaple
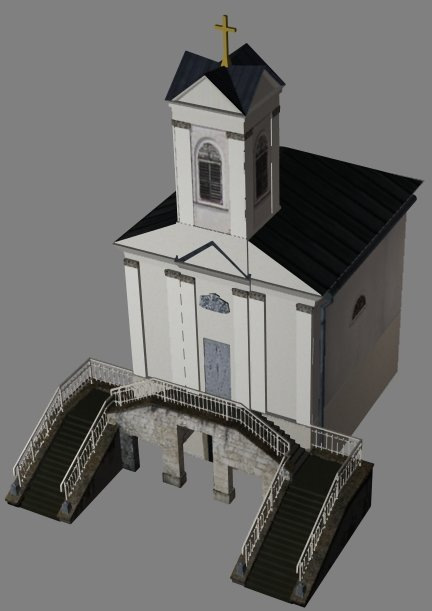
Počítačový model kaple